# Margherita Vicario
Margherita Vicario (n. 13 februarie 1988, Roma, Italia) este o cantautoare italiană.

## Discografie

### Albume de studio
- Minimal Musical (2014)
- Bingo (2021)